# Xã Lawrence Park, Quận Erie, Pennsylvania
Xã Lawrence Park (tiếng Anh: Lawrence Park Township) là một xã thuộc quận Erie, tiểu bang Pennsylvania, Hoa Kỳ. Năm 2010, dân số của xã này là 3.982 người.